# Trọng tài (bóng đá)

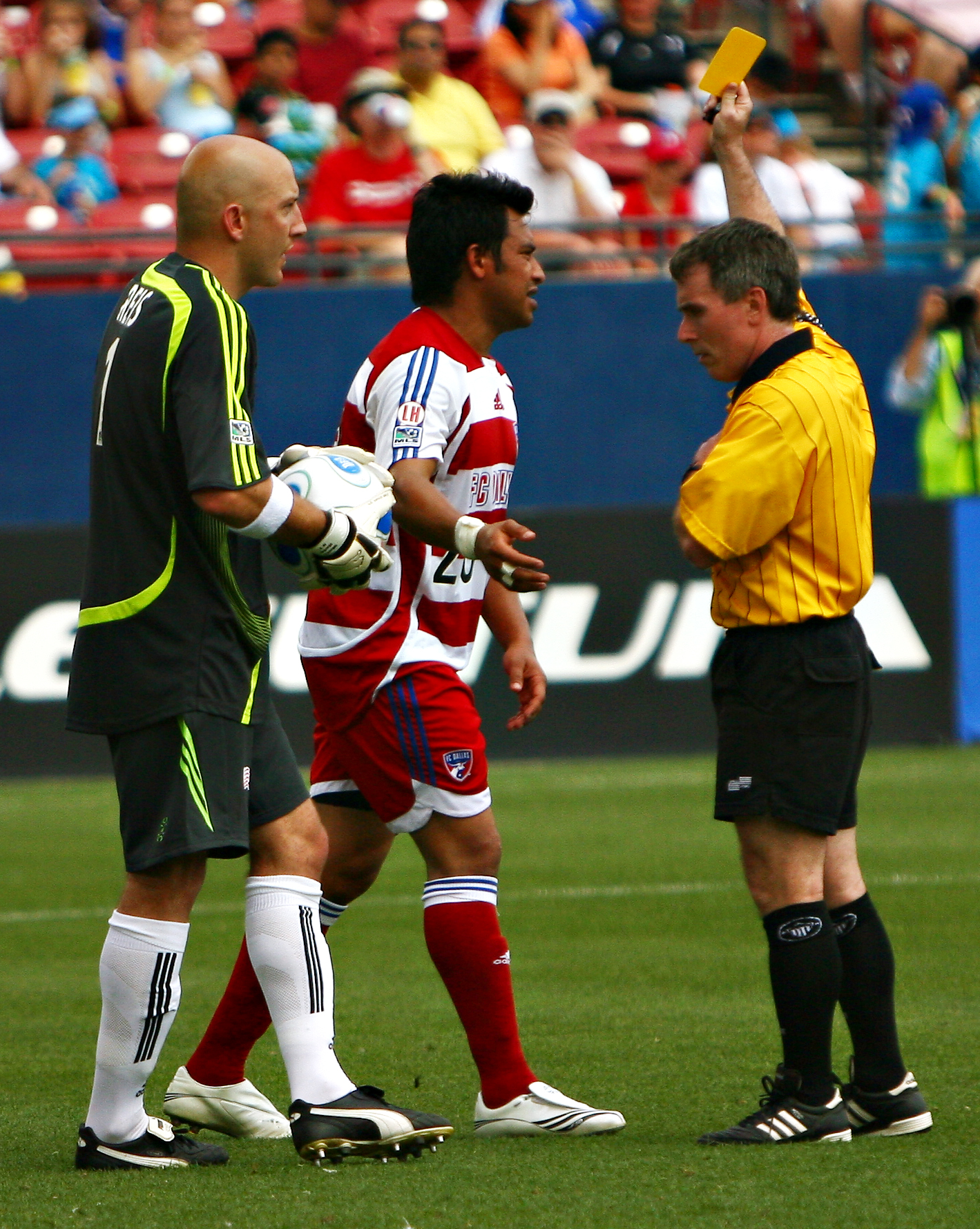
Một trọng tài (phải) đang giơ thẻ vàng cho một cầu thủ đã phạm lỗi.

Trọng tài là người điều khiển một trận đấu trong bóng đá. Trọng tài có những nhiệm vụ thực thi luật bóng đá để điều khiển trận đấu đã được giao, là người đưa ra quyết định cuối cùng về một tình huống nào đó mà không thể thay đổi hay phản đối được( ngoại trừ trường hợp tổ VAR phát hiện được sai sót trong phán quyết của trọng tài ở tình huống nhất định nào đó).
Một trọng tài còn được nhận những sự hỗ trợ từ trợ lý trọng tài, và ở một số trận đấu chuyên nghiệp cũng có một trọng tài thứ tư và thậm chí là trọng tài thứ năm. Trọng tài thứ năm đầu tiên đã được giới thiệu bởi FIFA vào năm 2006. Các trọng tài được sử dụng những hệ thống định vị để giúp việc kiểm soát trận đấu. UEFA cũng đã sử dụng thêm những người giám sát trọng tài trong khu vực sân thi đấu để giúp giải quyết các sự cố như: bóng vượt qua vạch giới hạn, bóng có vượt qua vạch vôi hay không. Gần đây, công nghệ video hỗ trợ trọng tài (công nghệ VAR) đã được đưa vào sử dụng trong các trận đấu lớn. Giải vô địch bóng đá thế giới 2018 tại Nga là giải đấu World Cup đầu tiên áp dụng công nghệ này. Theo đó, trọng tài chính có thể liên lạc với các ê-kíp điều khiển VAR tại phòng điều khiển VAR ở ngoài sân vận động thông qua tai nghe. Nếu cần xem VAR, trọng tài sẽ vẽ một hình chữ nhật trong không khí (ám chỉ màn hình) để mọi người biết, sau đó tiến tới màn hình ở ngoài đường biên để xem lại các góc máy quay được hiển thị trên màn hình. Sau khi xem xong, nếu như thay đổi quyết định đã đưa ra trước đó, trọng tài sẽ vẽ thêm một hình chữ nhật nữa rồi ra quyết định cuối cùng; nếu không, trọng tài sẽ ra hiệu cho các cầu thủ tiếp tục trận đấu theo quyết định cuối cùng trước khi sử dụng VAR. Thông thường, VAR chỉ hỗ trợ trọng tài mà không đưa ra quyết định thay trọng tài. Có bốn tình huống cần VAR:
- Khi trọng tài nghi ngờ về bàn thắng.
- Khi trọng tài nghi ngờ về lỗi phạm trong khu cấm địa để phạt đền.
- Khi trọng tài nghi ngờ về lỗi bị phạt thẻ đỏ trực tiếp.
- Khi trọng tài nhận diện sai lầm cầu thủ trong việc rút thẻ vàng hay thẻ đỏ

Khi đang liên lạc với ê-kíp VAR hoặc xem VAR, bóng phải ở ngoài cuộc.
Đa số các trọng tài bóng đá hiện nay là những người nghiệp dư, mặc dù chỉ được chi trả những khoản tiền lương rất nhỏ. Tuy nhiên, ở một số quốc gia, một số giới hạn của trọng tài - những người chủ yếu là đi thực thi nhiệm vụ tại giải đấu hàng đầu của đất nước - đang làm việc toàn thời gian của hiệp hội quốc gia của nước họ. Trọng tài là những người đã được đào tạo và cấp phép bởi các Liên đoàn/Hiệp hội bóng đá của các quốc gia là thành viên của FIFA. Trận đấu cấp quốc tế thì phải có những trọng tài được cấp phù hiệu FIFA. Nếu không phải, thì các tổ chức của từng địa phương sẽ tự xếp hạng và đào tạo những trọng tài xuất sắc thông qua các trận đấu chuyên nghiệp.

## Quyền hạn và nghĩa vụ
Quyền hạn và nghĩa vụ của trọng tài được ghi vào luật 5. Bao gồm có những điều dưới đây:
Quyền hạn chính
- tạm ngừng, đình chỉ hoặc hoãn lại trận đấu, nếu cho rằng có một hành vi đang gây cản trở cho trận đấu;
- ngừng, đình chỉ trận đấu khi có một nguồn tác động từ bên ngoài (CĐV nhảy vào sân, thời tiết xấu hoặc các lý do khác không thể tiếp tục trận đấu);
- tạm dừng trận đấu nếu thấy có cầu thủ đang bị chấn thương nặng cần phải được chăm sóc. Cầu thủ bị chấn thương chỉ được phép trở lại sân khi trận đấu được cho phép tiếp tục;
- cứ để trận đấu được tiếp tục đến khi bóng đã ở ngoài cuộc, nếu có cầu thủ bị chấn thương nhẹ;
- cho phép trận đấu được tiếp tục nếu có một cầu thủ đã phạm lỗi nhưng đội đó lại được hưởng phép lợi thế (cho rằng việc tiếp tục trận đấu lợi hơn thổi phạt);
- phạt những cầu thủ đã phạm lỗi với biện pháp cảnh cáo bằng thẻ vàng, đuổi khỏi sân bằng thẻ đỏ và phải thực hiện khi bóng đã ở ngoài cuộc;
- đuổi trực tiếp những người vi phạm khác ra khỏi phạm vi của sân (quan chức hay ban huấn luyện).

Nghĩa vụ
- tuân thủ tuyệt đối luật bóng đá;
- tham khảo ý kiến của trợ lý trọng tài khi có tình huống khó quan sát, với trọng tài thứ tư;
- đảm bảo bóng thi đấu đáp ứng tiêu chuẩn của luật 2;
- đảm bảo trang phục cầu thủ đáp ứng quy định của luật 4;
- theo dõi thời gian của trận đấu;
- đảm bảo các cầu thủ đã bị chấn thương được chăm sóc kịp thời. Cầu thủ chỉ có thể được vào trở lại sân thi đấu, nếu đã thấy vết thương ngừng chảy máu;
- tăng nặng mức phạt đối với cầu thủ vi phạm nhiều lỗi liên tục;
- tham khảo quyết định của các trợ lý trọng tài ở những tình huống mà trọng tài chính khó quan sát;
- đảm bảo rằng không có những người không nhiệm vụ bước vào sân thi đấu;
- tiếp tục trận đấu sau khi bị tạm ngừng;
- cung cấp cho các cơ quan bản báo cáo trận đấu, gồm các diễn biến chính của trận đấu, danh sách cầu thủ bị phạt và các sự cố xảy ra trước/trong hoặc sau trận đấu.

## Sử dụng còi

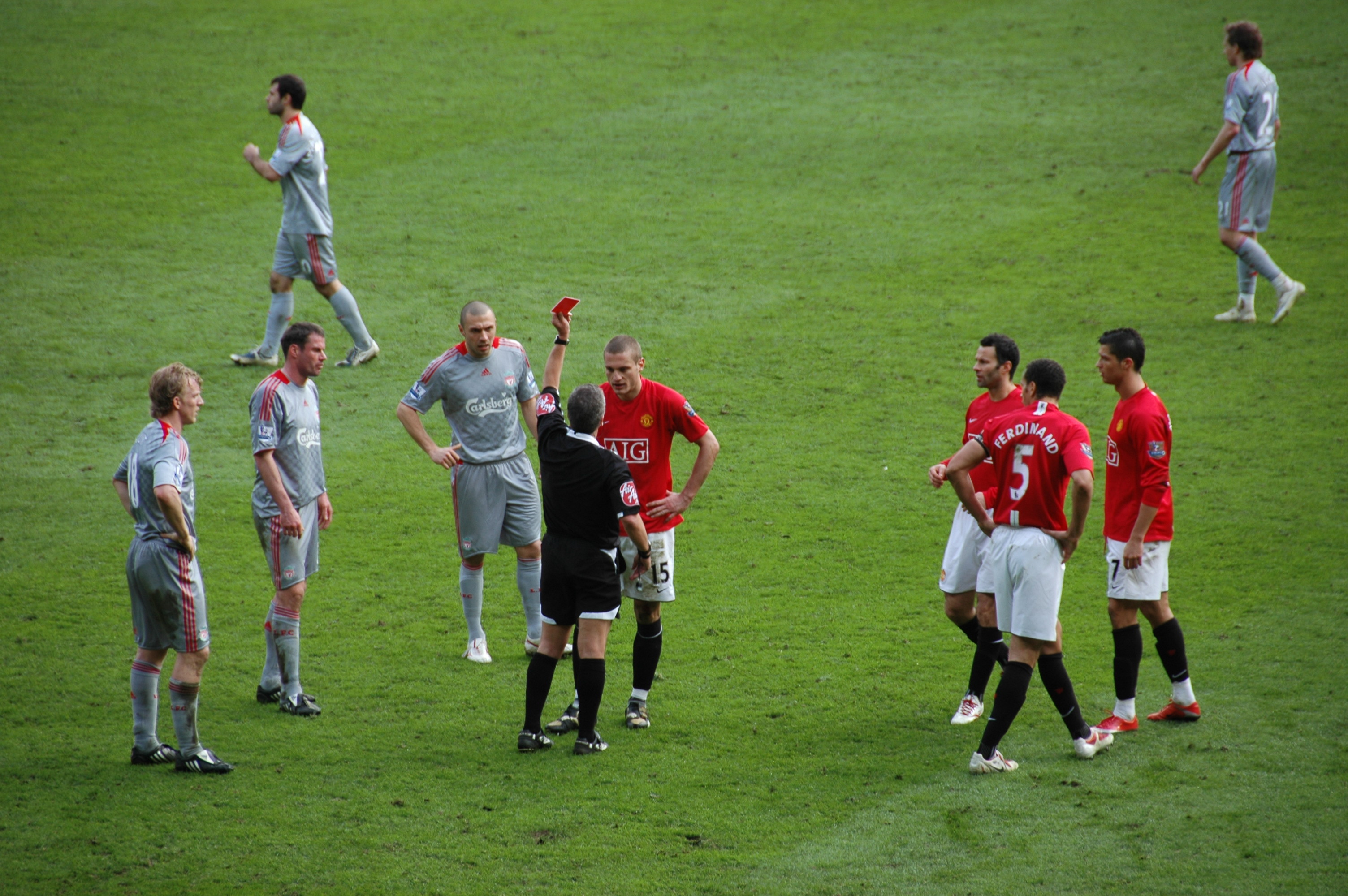
Trọng tài Alan Wiley (áo đen, chính giữa) đang giơ chiếc thẻ đỏ cho cầu thủ Nemanja Vidić của Manchester United.

Trọng tài bóng đá có sử dụng một chiếc còi để báo hiệu sự bắt đầu hoặc bắt đầu lại trận đấu, kết thúc trận đấu hay ngừng trận đấu do có một hành vi bên ngoài tác động hoặc có cầu thủ đang bị chấn thương, hoặc để báo hiệu kết thúc hiệp một hoặc bắt đầu hiệp hai trận đấu. Còi là một dụng cụ rất quan trọng cho trọng tài cùng với cơ thể, lời nói hoặc quan sát/giao tiếp bằng mắt thường. Sử dụng còi là không bắt buộc tùy theo từng quy định khác nhau.
Còi đã không được đề cập đến trong luật bóng đá (LOTG) cho đến hiện tại. Luật bóng đá chỉ đề cập đến việc trọng tài sử dụng các loại tín hiệu khác. Năm 2007, khi IFAB mở rộng luật hướng dẫn, một trang có đầy đủ các cách thức để sử dụng còi, cơ chế giao tiếp khác của trọng tài.
Trước khi còi ra đời, trọng tài thường chỉ ra quyết định của mình bằng cách vẫy bằng một cái khăn tay. Chiếc còi đầu tiên được sử dụng nhờ Joseph Hudson tại một trung tâm ở Birmingham, Anh. Các công ty đã sản xuất những chiếc còi hạt đậu đầu tiên cho cảnh sát vào thập niên 1870. Nó đã được sử dụng lần đầu tại trận đấu giữa Nottingham Forest và Sheffield Norfolk năm 1878; trận đấu đã diễn ra chính năm đó.

## Các ký hiệu tay
1. Trọng tài chính chỉ tay cho hưởng lợi thế (trọng tài đưa 2 tay song song về phía trước chỉ về phía mục tiêu của đội có lợi thế, phép lợi thế chỉ áp dụng cho những tình huống phạm lỗi không quá nghiêm trọng trên sân).
2. Trọng tài chính thổi còi và chỉ 1 tay về phía trước (ký hiệu này ám chỉ cho 1 quả đá phạt trực tiếp được diễn ra trên sân).
3. Trọng tài chính thổi còi và giơ 1 tay thẳng lên trời (ký hiệu này ám chỉ cho 1 quả đá phạt gián tiếp được diễn ra trên sân).
4. Trọng tài chính thổi 1 tiếng còi dài và chỉ tay vào chấm 11m (điều này ám chỉ cho 1 quả phạt đền (penalty) được diễn ra trên sân).
5. Trọng tài chính cầm thẻ giơ lên cao (đối với những ai không theo dõi bóng đá thường xuyên cũng biết rằng Trọng tài chính đang muốn làm gì, Trọng tài chính đang rút thẻ vàng hoặc đỏ cho cầu thủ tùy theo mức độ phạm lỗi, 2 thẻ vàng sẽ bằng 1 thẻ đỏ, nếu 1 cầu thủ nhận 2 thẻ vàng trong 1 trận đấu thì cầu thủ đó sẽ phải rời sân tương đương với 1 thẻ đỏ).
6. Trọng tài chính đưa bàn tay này chạm vào tay kia (điều này ám chỉ rằng đã có cầu thủ để bóng chạm tay, nếu bóng chạm tay trong vòng cấm, đội còn lại sẽ được hưởng một quả phạt đền).
7. Trọng tài chính dùng tay vẽ một hình chữ nhật trong không gian (đó là khi Trọng tài chính muốn tham khảo VAR, cho 1 tình huống phạm lỗi gây tranh cãi, hoặc trọng tài chính không quan sát được).

## Trang phục

### Tổng quan

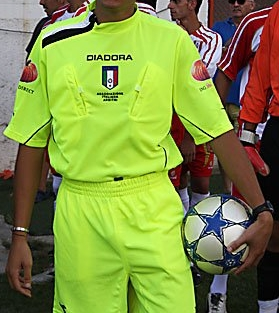
Đồng phục của một trọng tài tại một giải vô địch bóng đá của nước Ý. Ở trên chiếc áo gồm có hai cái túi cho việc đựng thẻ & bản báo cáo...

Trang phục của trọng tài ngày nay là áo, quần đùi & tất cũng cao tới tận đầu gối: Kể từ đầu thập niên 50, nó đã trở nên rất phổ biến. Trang phục theo truyền thống thì hầu hết là màu đen,ngoại trừ trường hợp 1 trong số 2 đội mà mặc trang phục màu quá tối (dễ nhầm với màu đen) thì có thể mặc áo màu đỏ (hoặc bất kể màu gì khác) để phân biệt mình với cầu thủ cả 2 bên.

### Màu sắc áo
Tại giải đấu FIFA World Cup 1994, màu sắc mới đã được giới thiệu dành cho những trọng tài & quan chức trong bóng đá, ngoài màu đen ra còn có cả màu vàng hay là màu trắng & đồng thời ở những mùa giải English Premier League tại nước Anh đã từng có những trọng tài mặc trang phục màu xanh lá cây: Cả 2 thay đổi này đều thúc đẩy kể từ tín hiệu bắt màu sắc của truyền hình. Kể từ đấy rất là nhiều trọng tài có màu áo đã ít mặc màu vàng hay là màu đen hơn, tuy nhiên màu sắc & kiểu dáng thông qua những hiệp hội bóng đá thì lại khác nhau. Đối với những giải đấu cấp quốc tế dưới sự quản lý của FIFA, Adidas đang là nhà tài trợ hiện hành chủ yếu cho trang phục của trọng tài.

### Hiện tại
Hiện nay, FIFA đã cho trọng tài chọn 1 trong số 5 màu áo khác nhau để mặc như là màu đen, màu đỏ, màu vàng, màu xanh lá cây & màu xanh dương. Cùng với áo, trọng tài (thường là bắt buộc) phải mặc quần màu đen & tất cũng màu đen (một số trường hợp có cả sọc trắng) & giày thể thao cũng màu đen. Phù hiệu, giấy phép của trọng tài & năm hiệu lực thì thường được gắn ở túi ngực phía bên trái hoặc đôi khi ở tay áo.

## Lịch sử ra đời
Trọng tài bóng đá đầu tiên là Richard Mulcaster vào năm 1851. Ông đã ủng hộ về việc đánh giá các bên. Thời nay, trọng tài đầu tiên trong Bóng đá Trường học Anh, chính là Eton điều khiển môn bóng đá năm 1845.
Một bản báo cáo trận đấu từ các cầu thủ bóng đá vào năm 1842 đã nói rằng sử dụng chúng trong môn bóng đá giữa các câu lạc bộ thì rất hiệu quả.